# Xenerpestes singularis
El colagrís sureño (Xenerpestes singularis), también denominado colagrís ecuatorial o coligrís ecuatoriano, es una especie de ave paseriforme de la familia Furnariidae, una de las dos pertenecientes al género Xenerpestes. Es nativa de la región andina del noroeste de América del Sur.

## Distribución y hábitat
Se distribuye a lo largo de la pendiente oriental de los Andes de Ecuador (hacia el sur desde el oeste de Napo) hacia el sur hasta el norte de Perú (Cajamarca, San Martín).
Esta especie es considerada rara y local en su hábitat natural: el dosel y los bordes de selvas húmedas de estribaciones montañosas y de baja montaña, entre los 1000 y 1700 m de altitud.

## Estado de conservación
El colagrís sureño ha sido calificado como casi amenazado por la Unión Internacional para la Conservación de la Naturaleza (IUCN) debido a la sospecha de que la población, ya escasa y local, esté decayendo moderadamente por causa de la deforestación y la pérdida de hábitat para agricultura.

## Sistemática

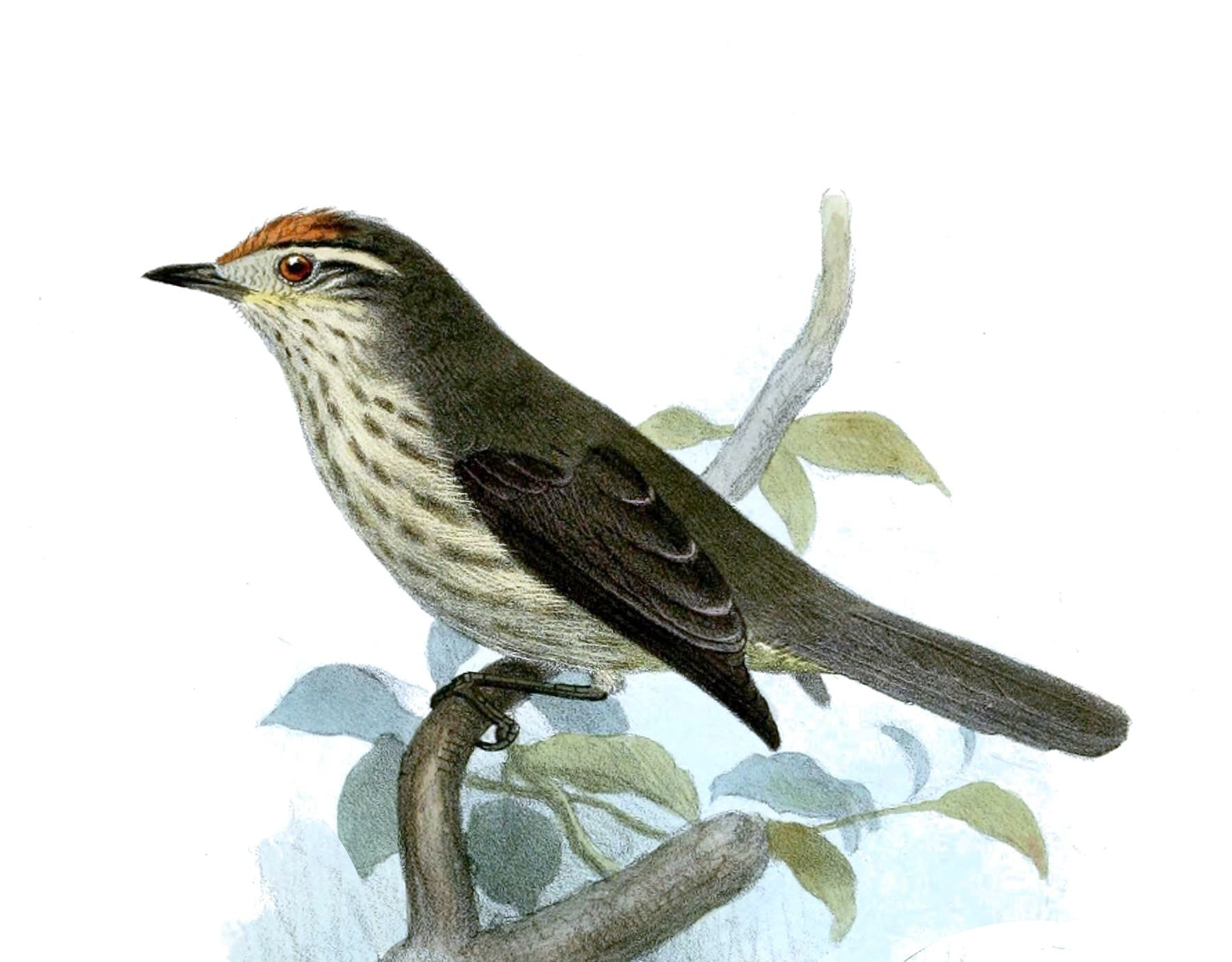
Synallaxis singularis = Xenerpestes singularis, ilustración de Smit para Proceedings of the Zoological Society of London, 1885.

### Descripción original
La especie X. singularis fue descrita por primera vez por los ornitólogos polaco Władysław Taczanowski y alemán Hans von Berlepsch en 1885 bajo el nombre científico Synallaxis singularis; la localidad tipo es: «Mapoto, 7000 pies [c. 2130 m], Ambato, Tungurahua, Ecuador».

### Etimología
El nombre genérico masculino «Xenerpestes» se compone de las palabras del griego «ξενος xenos»: extraño, y «ἑρπηστης herpēstēs »: trepador; y el nombre de la especie «singularis», del latín: singular, único.

### Taxonomía
Los análisis filogenéticos indican que esta especie es hermana de Xenerpestes minlosi; las dos difieren en la distribución altitudinal. Es monotípica.